# 羽加美
羽加美（はねかみ）は、東京都羽村市の町名。現行行政地名は羽加美一丁目から羽加美四丁目。住居表示は羽加美一丁目が未実施区域、羽加美二丁目から羽加美四丁目が実施済み区域。

## 地理
羽村市の西部に位置し、南に羽中、北に羽西、東に栄町と接している。

### 地価
住宅地の地価は、2024年（令和6年）7月1日の地価調査によれば、羽加美2-18-7の地点で12万8000円/m2となっている。

## 世帯数と人口
2025年（令和7年）7月1日現在（羽村市発表）の世帯数と人口は以下の通りである。
| 丁目         | 世帯数    | 人口    |
| ------------ | --------- | ------- |
| 羽加美一丁目 | 636世帯   | 1,293人 |
| 羽加美二丁目 | 475世帯   | 1,037人 |
| 羽加美三丁目 | 404世帯   | 1,038人 |
| 羽加美四丁目 | 370世帯   | 886人   |
| 計           | 1,885世帯 | 4,254人 |

### 人口の変遷
国勢調査による人口の推移。
| 年                 | 人口  |
| ------------------ | ----- |
| 1995年（平成7年）  | 3,853 |
| 2000年（平成12年） | 4,063 |
| 2005年（平成17年） | 4,136 |
| 2010年（平成22年） | 4,198 |
| 2015年（平成27年） | 4,113 |
| 2020年（令和2年）  | 4,115 |

### 世帯数の変遷
国勢調査による世帯数の推移。
| 年                 | 世帯数 |
| ------------------ | ------ |
| 1995年（平成7年）  | 1,269  |
| 2000年（平成12年） | 1,369  |
| 2005年（平成17年） | 1,451  |
| 2010年（平成22年） | 1,564  |
| 2015年（平成27年） | 1,565  |
| 2020年（令和2年）  | 1,619  |

## 学区
市立小・中学校に通う場合、学区は以下の通りとなる（2012年6月時点）。
| 丁目         | 番・番地等 | 小学校               | 中学校                 |
| ------------ | ---------- | -------------------- | ---------------------- |
| 羽加美一丁目 | 27〜41番地 | 羽村市立羽村西小学校 | 羽村市立羽村第一中学校 |
| 羽加美一丁目 | その他     | 羽村市立小作台小学校 | 羽村市立羽村第一中学校 |
| 羽加美二丁目 | 全域       | 羽村市立羽村西小学校 | 羽村市立羽村第一中学校 |
| 羽加美三丁目 | 全域       | 羽村市立羽村西小学校 | 羽村市立羽村第一中学校 |
| 羽加美四丁目 | 全域       | 羽村市立羽村西小学校 | 羽村市立羽村第一中学校 |

## 交通

### 道路
- 東京都道29号立川青梅線

## 事業所
2021年（令和3年）現在の経済センサス調査による事業所数と従業員数は以下の通りである。
| 丁目         | 事業所数 | 従業員数 |
| ------------ | -------- | -------- |
| 羽加美一丁目 | 27事業所 | 233人    |
| 羽加美二丁目 | 9事業所  | 32人     |
| 羽加美三丁目 | 15事業所 | 106人    |
| 羽加美四丁目 | 23事業所 | 130人    |
| 計           | 74事業所 | 501人    |

### 事業者数の変遷
経済センサスによる事業所数の推移。
| 年                 | 事業者数 |
| ------------------ | -------- |
| 2016年（平成28年） | 69       |
| 2021年（令和3年）  | 74       |

### 従業員数の変遷
経済センサスによる従業員数の推移。
| 年                 | 従業員数 |
| ------------------ | -------- |
| 2016年（平成28年） | 436      |
| 2021年（令和3年）  | 501      |

## 施設
- 羽村加美郵便局[16]
- 羽加美緑地公園
- 赤松公園

## その他

### 日本郵便
- 郵便番号 : 205-0016[3]（集配局 : 羽村郵便局[17]）。